# Festival Les Indisciplinées
Le festival Les IndisciplinéEs est un festival de musiques actuelles, créé en 2006 et ayant lieu à Lorient (Morbihan), en France, aux alentours du 11 novembre. Le festival se déroule sur tout le pays de Lorient et est organisé par MAPL (Musiques d'Aujourd'hui au Pays de Lorient).

## 2006
Du 10 au 18 novembre : X Makeena, Les Ramoneurs de Menhirs, Zencool, Adam Kesher,  Depth Affect, Sick of it All, Walls of Jericho, Kevorkia, The Kooks, The Wedding Present, Alamo Race Track,  Jack the Ripper, Freedom for King Kong, Lab°, Maximum Kouette "Maxi Monster Show",  Brain Damage, Rachid Taha, Daby Touré, Akli D et Julien Jacob.

## 2007
Du 7  au 11 novembre : Maïon & Wenn, Lo'Jo, Mon Côté Punk, Les Fils de Teuhpu, Spoke Orkestra,  Electric Bazar Cie, DJ Zebra, La Phaze, Interlope, Sayag Jazz Machine, Olivier Mellano,  Strup X, Olivier Mellano et Microfilm.

## 2008
Du 7  au 10 novembre : Thomas Fersen, Brisa Roché, Françoiz Breut, Marc Gauvin, The Dø, The Bellrays,  Robin Foster, Tryo, Flow, Digitalism, Ez3kiel, South Central, Missill, Pulpalicious et Minitel Rose.

## 2009
Du 6 au 10 novembre : Gojira, Entombed, Bukowski, Warkorpse, Miossec, Revolver et Wild Beast, Caravan Palace, Izia, Diving with Andy, The Last Morning Soundtrack, The Summer of Maria False, The Popopopops, Diemaav, Micronologie, Modul Club, Vitalic, Arnaud Rebotini, Beat Torrent, Autokratz, Château Marmont et Molecule.

## 2010
Du 10 au 13 novembre : Etienne de Crécy, Chloé with Transforma, DJ Need, Fukkk Offf, Mondkopf, Caribou, John & Jehn, Rubik et Krikor, Katerine, Boogers, Le Prince Miiaou, The Jim Jones Revue, The Black Box Revelation, Panico et Invasion.

## 2011
Du 9 au 12 novembre : Godronbord, The Feeling of Love, Misty Wines and Oli Alone, GaBLé, Keren Ann, Baxter Dury, Quadricolor, The Shoes, The Fall, Herman Dune, Wire, Mc Luvin, Housse de Racket, Yuksek, Goose, The Toxic Avenger, Beataucue, Trap.

## 2012
Du 6 au 10 novembre : Puzzle, Sudden Death of Stars, Champagne Champagne, THEESatisfaction, Shabazz Palaces, Lambchop et Daniel Darc, Woodkid, Naive New Beaters, Mermonte, King Charles, Empire Dust, Two Door Cinema Club, Alt-J, Lescop, College.

## 2013
Du 31 octobre au 10 novembre : Colin Stetson, Dominique A, Fauve, Young Fathers, A Place to Bury Strangers, Money, Superpoze, AlunaGeorge, Is Tropical, Christophe, Rone, Wampire, Wall of Death, The Lanskies, Death Engine, Soul Béton, Christophe Brault, Le Secret.

## 2014
Du 31 octobre au 10 novembre : Baston, Vundabar, Crocodiles, DJ Melon et Gregoula Selekta, Playing Carver, Clipping., Open Mike Eagle, Feu! Chatterton, The Struts, Étienne de Crécy, Acid Arab, Fuzeta, Bantam Lyons, BRNS, Klaxons, Fakear, Fragments, Les Volleyeurs, Cascadeur, Girls in Hawaii.

## 2015
du 7 au 29 novembre : La Mverte, The Soft Moon, Lou Doillon, The Last Morning Soundtrack, Algiers,  Blanck Mass, Son Lux, Flavien Berger, Ibeyi, Jain, Lenparrot.

## 2017
du 2 au 13 novembre : 10LEC6 - Bakel - Broken Back - Cannibale - Christophe - Deena Abdelwahed -  Eddy De Pretto - Eric Tandy - Jessica93 - Josman - Kokoko! - Le Secret - Leska - Lorenzo - Malik Djoudi - Smile City by Soul Béton - Spoek Matambo - Swans - The Limiñanas - William Z. Villain

## 2018
du 31 octobre au 11 novembre : Daniel Blumberg, Kiku Invités : Blixa Bargeld, Black Cracker, Columbine, Therapie Taxi, ISHA, DI#SE, L'Extragroupe, Feu! Chatterton, Terrenoire, Étienne Daho, Calypso Valois, Ann Clue, Casual Gabberz, Toulouse Low Trax, Boombap (Da Titcha)